# Riccardo Piscitelli
Riccardo Piscitelli (Vimercate, 1993. október 10. –) olasz korosztályos válogatott labdarúgó, az Újpest kapusa.

## Pályafutása

### Klubcsapatokban
Az AC Milan akadémiáján nevelkedett, de a felnőttek között nem mutatkozott be. 2012. július 6-án kölcsönbe került a Carrarese csapatához. 2013. július 18-án a Benevento csapatához került. 2018. december 5-én szabadon igazolhatóként aláírt a 2018–2019-es szezon végéig a Carpi csapatához. 2019. június 28-án a román Dinamo București szerződtette. A következő idényt már a portugál CD Nacional csapatánál kezdte meg, ahol egy szezont maradt. 2021. július 21-én jelentették be, hogy a Mezőkövesd csapatába szerződött. 2024. április 25-én megerősítették, hogy Újpestre igazolt.

### A válogatottban
Többszörös olasz korosztályos válogatott.

## Sikerei, díjai
Benevento
- Lega Pro bajnok (harmadosztály): 2015–16